# Luther H. Hodges
Luther Hartwell Hodges (9 de março de 1898 — 6 de outubro de 1974) foi um político norte-americano, que serviu como o 64º governador do estado da Carolina do Norte, de 1954 a 1961, e como secretário de Comércio dos Estados Unidos, de 1961 a 1965.